# Juan Carlos Girauta
Juan Carlos Girauta Vidal, né le 12 mars 1961 à Barcelone, est un journaliste, écrivain et homme politique espagnol.

## Biographie

### Formation
Il accomplit ses études secondaires au lycée jésuite de Caspe, à Barcelone. Il s'inscrit par la suite à l'université de Barcelone où il obtient une maîtrise en droit. Il rejoint ensuite à l'École supérieure d'administration et de direction d'entreprises (ESADE) où il passe avec succès une maîtrise en administration des affaires (MBA). 

### Débuts en politique et vie professionnelle
Dans sa jeunesse, il commence à s'intéresser à la politique en adhérant au Parti des socialistes de Catalogne (PSC), qu'il quitte en 1986.
Il travaille ensuite comme journaliste et analyste politique. Il officie alors sur différents médias comme ABC, Cadena COPE, Onda Cero, 8tv, Libertad Digital ou encore esRadio.

### Tentatives électorales avec le PP
S'étant rapproché du Parti populaire (PP), il est candidat aux élections municipales du 25 mai 2003 à Castelló d'Empúries, une ville moyenne de la province de Gérone. Il échoue à se faire élire mais se présente peu de temps après aux élections autonomiques du 16 novembre, à la quatrième place de la liste dans la circonscription de Gérone.
Il ne remporte pas de mandat électoral, puis il figure en sixième et dernière position de la liste du PP aux élections législatives du 14 mars 2004 dans la circonscription de Gérone.

### Rapprochement avec Ciudadanos
Il se place ensuite en retrait de la vie politique, jusqu'à l'émergence de Ciudadanos, dont il se rapproche. Ainsi, pour les élections européennes du 25 mai 2014 il se trouve investi eu deuxième position de la liste présentée par le parti, derrière Javier Nart.
Élu au Parlement européen, il siège au sein du groupe de l'Alliance des démocrates et des libéraux pour l'Europe (ADLE) et participe aux travaux de la commission de l'Industrie, de la Recherche et de l'Énergie.
Aux élections législatives du 20 décembre 2015, il est désigné tête de liste de Ciudadanos dans la province de Barcelone. Il se trouve ainsi élu au Congrès des députés et démissionne de son mandat européen le 7 janvier 2016. Il exerce depuis les fonctions de porte-parole du groupe parlementaire de Ciudadanos, ayant été reconduit après sa réélection au cours des élections législatives anticipées du 26 juin 2016.
Il quitte Ciudadanos en 2020, après que le parti a décidé de soutenir la prorogation des mesures de restriction décidées par Pedro Sánchez dans le cadre de la pandémie de Covid-19. En 2024, il accepte la proposition de Santiago Abascal de figurer en troisième position sur la liste de Vox pour les élections européennes du 9 juin.

## Publications
- Memoria de los días sin mar
- El impulso de Beamon, 1992, Ed. Don Balón. (avec Xavier Bonastre Thio)
- Dedíquese a lo importante, 1998.
- Hacia dónde va el management: claves de un nuevo paradigma, 2004, CIE Inversiones Editoriales Dossat-2000.
- La república de Azaña, 2006, Ed. Ciudadela.
- La eclosión liberal, 2006, Ed. Martínez Roca.
- El desorden, 2008, Ed. Belacqua.
- La verdadera historia del PSOE, 2010, Ed. Buenas letras.
- Historias, 2010, Ed. Buenas Letras.
- Votaré no, 2013, Ediciones B.